# Денискино (сельское поселение Каменка)
Дени́скино — железнодорожный разъезд в Шенталинском районе Самарской области. Входит в состав сельского поселения Каменка.

## География
Железнодорожный разъезд находится у железнодорожной линии Ульяновск — Уфа, на расстоянии примерно 9 км (по прямой) к юго-востоку от станции Шентала, административного центра района.

### Часовой пояс
Железнодорожный разъезд Денискино, как и вся Самарская область, находится в часовой зоне МСК+1. Смещение применяемого времени относительно UTC составляет +4:00.

## Население
| 2010 |
| ---- |
| 29   |

### Национальный состав
Согласно результатам переписи 2002 года, в национальной структуре населения русские составляли 38 % из 80 чел., мордва — 30 %.

## Улицы
- ул. Вокзальная,
- ул. Лесная,
- ул. Техническая,
- ул. Шанхая.